# Eschen
Eschen je obec na severu Lichtenštejnska v regionu Unterland. 

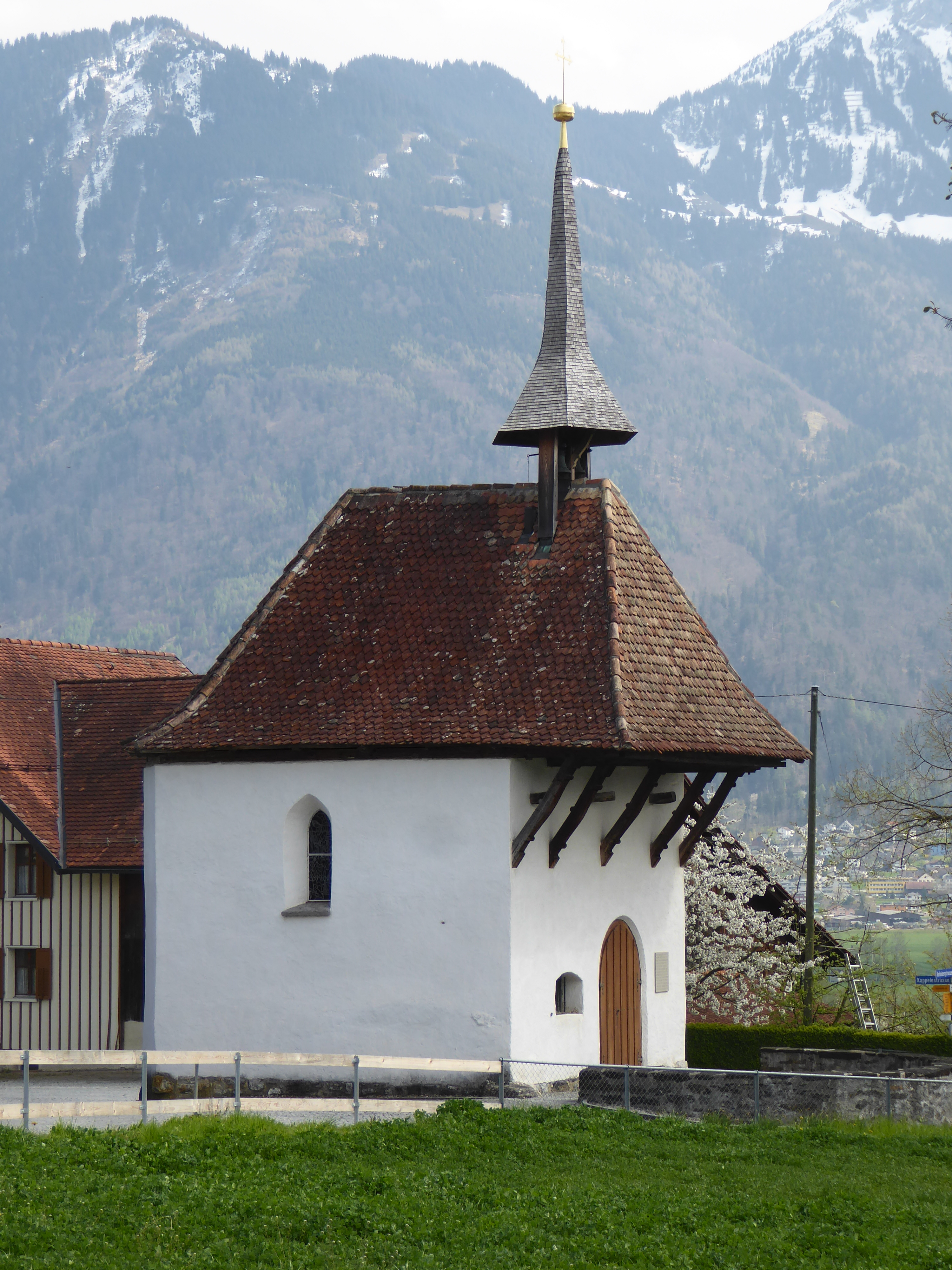
Kaplička sv. Kříže zřejmě z počátku 16. století v Rofenbergu, části Eschenu.

Žije zde přibližně 4 500 obyvatel a rozloha obce je 10,3 km². Je to čtvrtá největší obec v Lichtenštejnsku. Nadmořská výška je 453 m n. m.